# 山本博子
山本 博子（やまもと  ひろこ、1970年3月12日 - ）、日本のアナウンサー、ラジオパーソナリティ。

## 経歴・人物
山口県周南市出身。女子栄養大学卒業。山口放送に入社。
趣味は、絵本、映画鑑賞。『継続は力なり』をモットーにしている。
同期入社は、瀬川嘉(旧姓=沖山)、水田薫、中村千景の各アナウンサー。
子供が1人いる。

## 担当番組
テレビ
- KRYニュース

ラジオ
- KRY Morning Up  (朝7:00〜11:00) 金曜担当
- KRYニュースジャンクション  (夕方6:00〜6:20) 水曜担当